# تاد ویتسکن
 تاد ویتسکن (انگلیسی: Todd Witsken؛ ۴ نوامبر ۱۹۶۳ – ۲۵ مهٔ ۱۹۹۸) یک تنیس‌باز اهل ایالات متحده آمریکا بود. 